# Ivonet
 (décembre 2012).
Si vous disposez d'ouvrages ou d'articles de référence ou si vous connaissez des sites web de qualité traitant du thème abordé ici, merci de compléter l'article en donnant les références utiles à sa vérifiabilité et en les liant à la section « Notes et références ».
Ivonet, apparaissant parfois sous les noms de Yonez, Ionez, Yvonet ou encore Yonet  est un chevalier de la table ronde, utilisé dans plusieurs œuvres comme Perceval ou le Conte du Graal (vers 1180). Ce fut le messager du roi Arthur. Il suit Perceval dans son combat avec le Chevalier Vermeil et apprend au héros comment revêtir les armes du mort, puis il rapporte les nouvelles à la cour d’Arthur. Il réapparaît plus loin dans le récit comme écuyer de Gauvain au moment de la chasse à la biche blanche. Il intervient donc à deux moments clés symboliques.